# Les Loups dans la bergerie (roman)
Les Loups dans la bergerie est le cinquième roman policier de Jean Amila paru dans la collection Série noire avec le numéro 473 en 1959 .

## Résumé
Trois évadés de la prison des Baumettes trouvent refuge dans un lieu d’accueil pour jeunes adolescents délinquants dans un village  des Causses, dirigé par un couple d'idéalistes, Thérèse et son mari. Ils se font passer pour des amis de la nature. La situation dégénère entre les adolescents réfractaires aux méthodes de rééducation par le travail et les éducateurs, et entre les adolescents eux-mêmes, deux d'entre eux luttant pour devenir le chef du groupe. Elle dégénère encore plus entre les évadés, les jeunes et le voisinage lorsque tout le monde comprend qui sont réellement les trois hommes.
À la suite du viol d'une jeune paysanne par le trio, un des malfrats sera abattu à la ferme, et le truand le plus brutal sera tué par un des adolescents, qui confirme ainsi son statut de caïd.

## Édition
Le roman est publié dans la Série noire avec le numéro 473 en 1959.

## Autour du livre
Avec Les Loups dans la bergerie, Jean Meckert francise son pseudonyme en changeant le John en Jean.

## Adaptation
Le roman est adapté au cinéma avec le titre éponyme par Hervé Bromberger en 1960.

## Sources
- Polar revue trimestrielle no 16, octobre 1995
- Claude Mesplède, Les Années Série Noire vol.1 (1945-1959), page 277-278, Encrage « Travaux » no 13, 1992
- Meckert devient Amila : Jean Amila